# John Bell (chirurg)

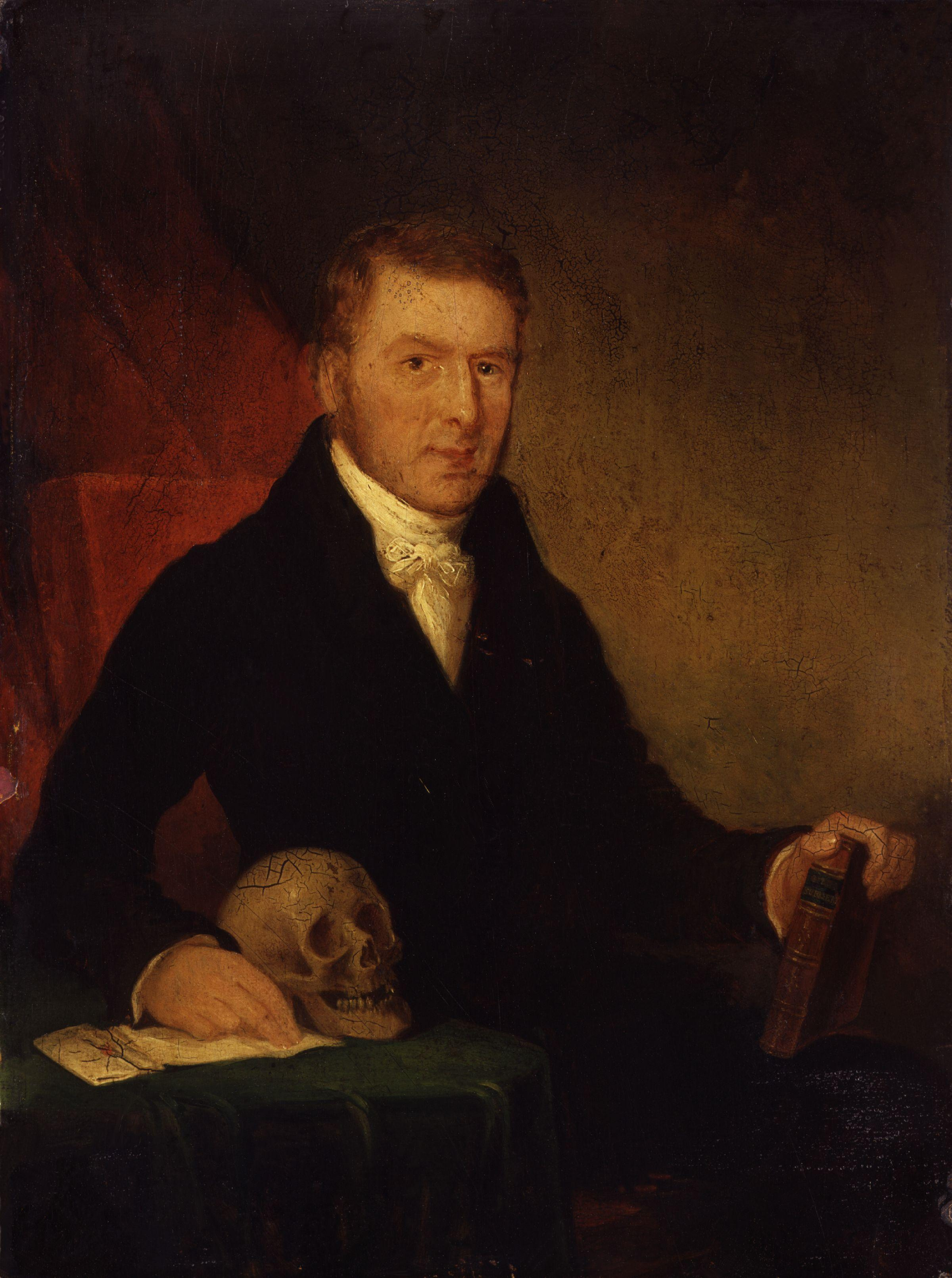

John Bell (Edinburgh, 12 mei 1763 – 15 april 1820) was een Schots anatoom en chirurg. Hij wordt beschouwd als een van de vaders van de chirurgische anatomie en van de chirurgie van hart- en vaatstelsel.

## Levensloop
John Bell was een van de vier zoons van de dominee William Bell (1704-1779) en van Margaret Morris. Het was een moeilijke bevalling, met chirurgische ingreep, en de ouders zagen hierin een teken dat ze hun zoon moesten aanmoedigen om in de geneeskunde zijn roeping te vinden 'in dienst van de mensheid'.
In 1779 studeerde hij af als arts in Edinburgh. Als 'grand tour' op het continent reisde hij doorheen Rusland en Noord-Europa. Na zijn terugkeer liep hij stage bij de chirurg Alexander Wood en werd hij fellow of the College of surgeons in Edinburgh.
In 1786 begon hij met het geven van lezingen over chirurgie en vrouwengeneeskunde. Hij bracht hiervoor belangstellenden bijeen in zijn eigen woning, die hij ingericht had in functie van de anatomische verzameling die hij had aangelegd.
Van 1787 tot 1800 voerde hij zeer talrijke chirurgische ingrepen uit. Hij werd toen verwikkeld in een grote ruzie met de chirurg James Gregory (1753-1821). Het conflict escaleerde en Gregory slaagde erin Bell te doen ontslaan in de Edinburghse Royal Infirmary.
Bell verhuisde toen naar Londen en nam zijn anatomische collectie mee. In 1805 trouwde hij met de dochter van een Edinburgse arts. Het huwelijk bleef kinderloos.
In 1816 verhuisde hij naar Italië en verzorgde er vooral landgenoten die naar dit land waren uitgeweken. Hij overleed in Rome en werd er begraven.